# Mirian Tsalkalamanidze
Mirian Tsalkalamanidze (em georgiano: მირიან ცალქალამანიძე), Kondoli, Caquécia, 20 de abril de 1927 — Telavi, Caquécia, 3 de agosto de 2000) foi um lutador de luta livre georgiano.

## Carreira
Foi vencedor da medalha de ouro na categoria de até 52 kg em Jogos Olímpicos de Melbourne, em 1956.